# Форум Веспасіана
Форум Веспасіана або Форум Миру (лат. Forum Vespasiani, Forum Pacis) — форум побудований імператором Веспасіаном у 71–75 на знак перемоги над єврейським повстанням у першій юдейській війні 66–73. На ньому був споруджений Храм Миру (лат. Templum Pacis), тому зустрічається також назва Форуму — Форум Миру (лат. Forum Pacis).

## Опис

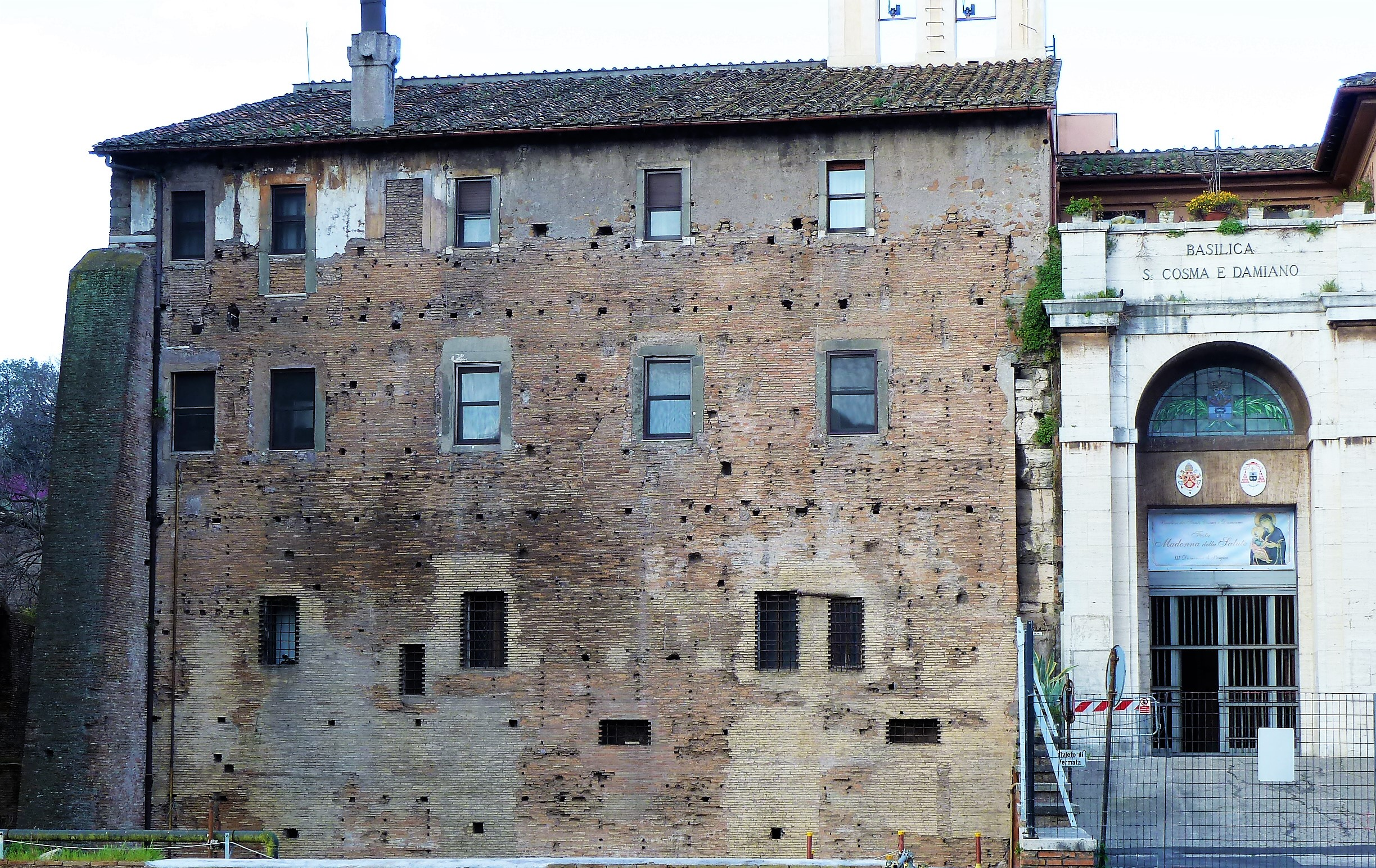
Стіна від Храму Миру на якій був зображений план міста — Forma Urbis Romae

Форум займав площу прямокутника 125×115 м і примикав до Форуму Нерви. Спочатку будівлі у квадраті називалися храмом (Темплум), назва форуму стала популярною лише в IV столітті. Перед храмом стояв жертовник, і приміщення у формі квадрата, швидше за все павільйони (їх сліди були знайдені під час розкопок), у яких були виставлені твори мистецтва, привезені у Рим син Веспасіана — майбутній імператор Тит зі зруйнованого єрусалимського храму. У Храмі Миру, розташованому на форумі, було дві зали, які слугували бібліотеками. На північно-східній стіні Храму Миру був зображений план міста (лат. Forma Urbis Romae, Forma Urbis marmorea).
У IV столітті у бібліотеці зведений храм Ромула.
У VI столітті в тому ж місці побудована Базиліка святих Косми та Дем'яна. Інша частина форуму покрита вулицею Віа деї Форі Імперіалі.